# Kate Roberts
Kate "Katie" Roberts (Bloemfontein, 20 de junho de 1983) é uma triatleta profissional sul-africana. 

## Carreira
Kate Roberts competidora do ITU World Triathlon Series, disputou os Jogos de Pequim 2008 e Londres 2012, terminando em 32º e 22º respectivamente. 